# Sympathie pour le diable
Pour plus de détails, voir Fiche technique et Distribution.
Sympathie pour le diable est un film franco-canado-belge écrit et réalisé par Guillaume de Fontenay, sorti en 2019,.

## Synopsis
Paul Marchand, reporter de guerre, couvre le Siège de Sarajevo de 1992 à 1993.

## Fiche technique
- Titre : Sympathie pour le diable
- Titre international :
- Réalisation : Guillaume de Fontenay
- Scénario : Guillaume de Fontenay, Jean Barbe, Guillaume Vigneault d'après le récit de Paul Marchand
- Production : Monkey Pack Films, Go Films, Nexus Factory, Logical Pictures
- Producteur : Marc Stanimirovic
- Direction de production :
- Assistant mise en scène :
- Musique originale :
- Directeur de la photographie : Pierre Aïm
- Montage : Mathilde Van de Moortel
- Son :
- Distributeur : Rezo Films
- Pays d'origine :  France,  Canada (Québec),  Belgique
- Langue : français et anglaise
- Genre : Drame et guerre
- Durée : 100 minutes
- Budget : 3,2 millions d'euros
- Dates de sortie :
  - France : 27 novembre 2019
  - Belgique : 27 novembre 2019
  - Canada : 29 novembre 2019

## Distribution
- Niels Schneider : Paul Marchand
- Ella Rumpf : Boba
- Vincent Rottiers : Vincent
- Clément Métayer : Philippe
- Arieh Worthalter : Ken Doyle
- Elisa Lasowski : Louise Baker
- Diego Martín : Luis

## Distinctions
- Festival international du film de Saint-Jean-de-Luz 2019[4] : 
  - Grand Prix
  - Prix du Jury Jeunes
  - Prix du Public
  - Prix d'interprétation masculine pour Niels Schneider
- Festival de Cinéma Jean Carmet 2019 : Prix du public du meilleur second rôle féminin pour Ella Rumpf[5]
- Waterloo Historical Film Festival 2019 : 
  - Prix du public[6]
  - Prix de la critique
  - Prix d'interprétation masculine pour Niels Schneider
  - Prix d'interprétation féminine pour Ella Rumpf
- 22e gala Québec Cinéma[7]: 
  - meilleur premier film
  - meilleur son
  - meilleurs effets spéciaux

## Critiques
Le film reçoit des critiques mitigées de la part de la presse, il obtient une moyenne de 3,8/5 sur Allociné. 
Le Parisien a beaucoup aimé le film, c'est « Un film très fort, hyper-réaliste, indispensable. ».
La Croix n'a pas trop apprécié le film mais le journal a trouvé quelques éléments intéressants « Ce film est un conte sur l'utilité, et l’inutilité, du métier de journaliste. Comme l’indique son titre, il est aussi une description de la sympathie que l’on peut avoir pour le « diable » : à Sarajevo, le diable est dans les bombes, les blessés et les morts. Il rend la vie exceptionnelle, excitante. ».